# Chlaenius alternatus
Chlaenius alternatus är en skalbaggsart som beskrevs av Horn. Chlaenius alternatus ingår i släktet Chlaenius och familjen jordlöpare. Inga underarter finns listade i Catalogue of Life.